# Уденплан (станція метро)
59°20′34″ пн. ш. 18°02′56″ сх. д. / 59.342777777778° пн. ш. 18.048888888889° сх. д.
Уденплан (швед. Odenplan) — станція Зеленої лінії Стокгольмського метрополітену. Обслуговується маршрутами Т17, Т18, Т19.
Станція розташована в районі Васастаден неподалік від центру шведської столиці. Щоденний пасажиропотік — близько 24000 чоловік. Відкриття станції відбулося 26 жовтня 1952 року, у черзі Гетор'єт — Веллінгбю.
Має два виходи, на захід на ріг Карлбергсваген з Далагатан і на схід до Уденплан.
Односклепінна станція мілкого закладення, глибина закладення — 9 метрів, з однією прямою платформою острівного типу. На північ від станції розташовано оборотні тупики.
У липні 2017 р. біля станції метро була відкрита станція Стокгольмської приміської залізниці
| Попередня станція                   | Лінія | Лінія     | Лінія | Наступна станція              |
| ----------------------------------- | ----- | --------- | ----- | ----------------------------- |
| Санкт-Еріксплан до Окесгов          |       | Лінія T17 |       | Родмансгатан до Скарпнек      |
| Санкт-Еріксплан до Альвік           |       | Лінія T18 |       | Родмансгатан до Фарста-странд |
| Санкт-Еріксплан до Гессельбю-странд |       | Лінія T19 |       | Родмансгатан до Гагсетра      |